# ISO 3166-2:TW
ISO 3166-2 données pour Taïwan

## Mise à jour
- ISO 3166-2:2002-12-10 n°4
- 2015-11-27 sur la Plateforme de consultation en ligne (OBP)
- 2016-11-15 sur la Plateforme de consultation en ligne

## Comté (13)
(Voir xian ; mandarin: hsien, 縣)
```
TW-CHA 
Changhua

TW-CYQ 
Chiayi

TW-HSQ 
Hsinchu

TW-HUA 
Hualien

TW-KIN 
Kinmen

TW-LIE 
Lienchiang

TW-MIA 
Miaoli

TW-NAN 
Nantou

TW-PEN 
Penghu

TW-PIF 
Pingtung

TW-TTT 
Taitung

TW-ILA 
Yilan

TW-YUN 
Yunlin
```

## Villes (3)
(mandarin: shih, 市)
```
TW-CYI 
Chiayi

TW-HSZ 
Hsinchu

TW-KEE 
Keelung
```

## Municipalités spéciales (6)
(mandarin: chih-hsia-shih, 直轄市)
```
TW-KHH 
Kaohsiung

TW-NWT 
New Taipei

TW-TPE 
Taipei

TW-TXG 
Taichung

TW-TNN 
Tainan

TW-TAO 
Taoyuan
```